# 東京都道新宿副都心十号線

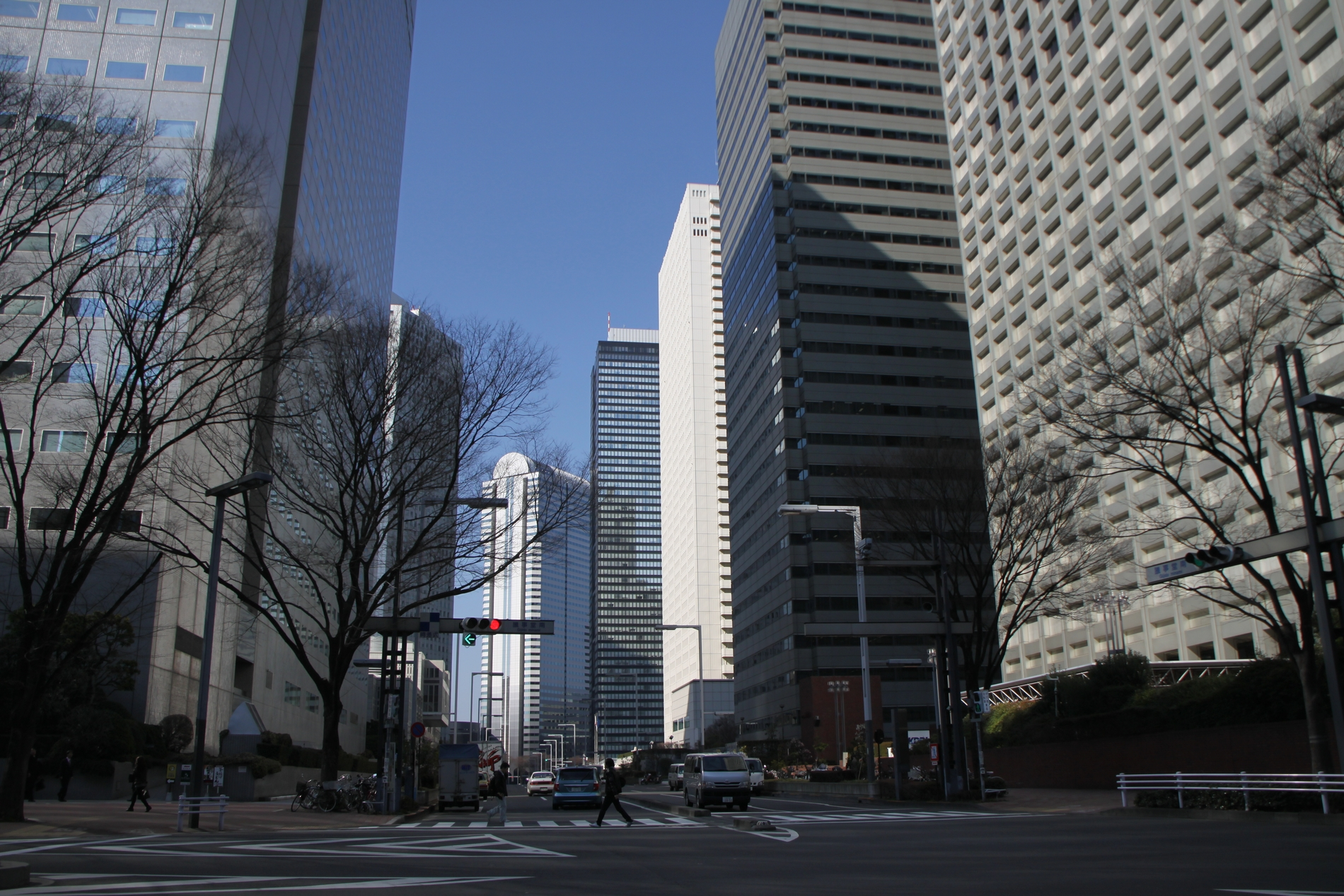
議事堂南交差点

東京都道新宿副都心十号線（とうきょうとどう しんじゅくふくとしん10ごうせん）は、東京都新宿区の特例都道である。通称は「議事堂通り」。

## 概要
西新宿の副都心を南北に貫いている。東京都議会議事堂の東側を通る。整理コードは3510。

### 路線データ
- 起点 : 東京都新宿区西新宿二丁目（議事堂南交差点）
- 終点 : 東京都新宿区西新宿二丁目（議事堂北交差点）
- 路線延長 : 504 m
- 通過する自治体 : 東京都新宿区

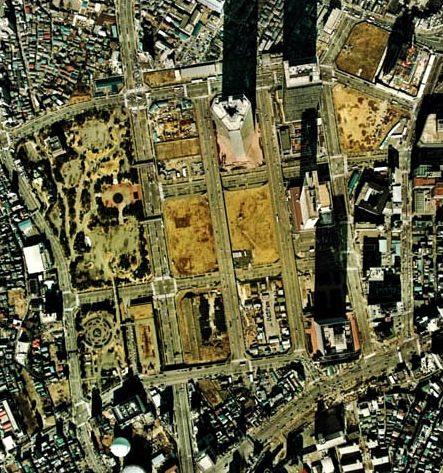
1974年の空中写真。「3×3の敷地」の中央が後に議事堂が建つ場所で、その右の縦方向の道路が議事堂通り。
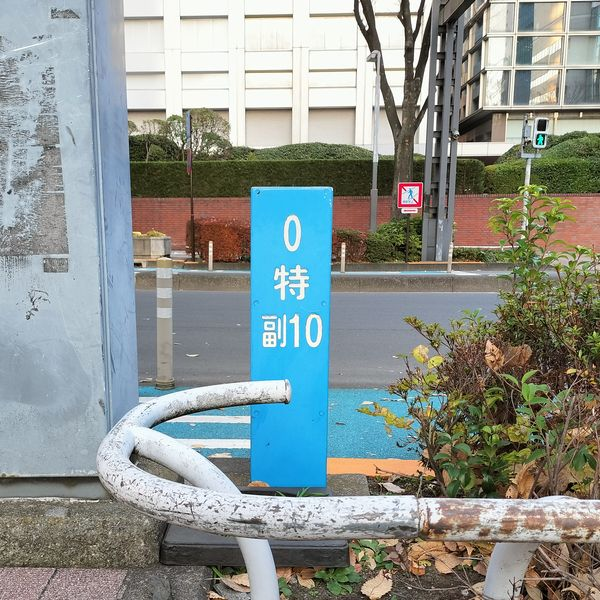
議事堂南交差点にある距離標（0km、始点）。
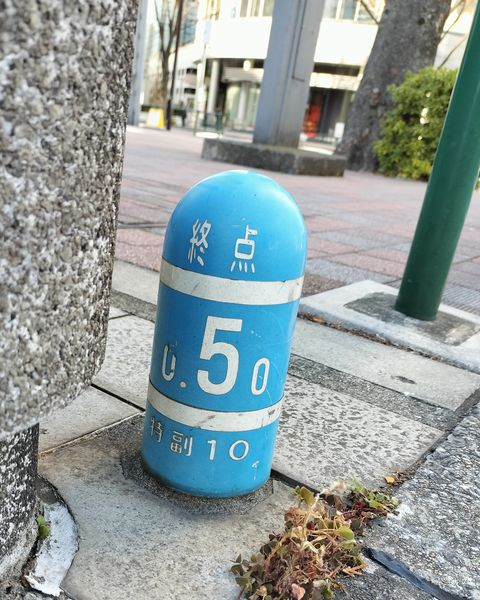
議事堂北交差点にある距離標（0.50km、終点）。

## 歴史
淀橋浄水場廃場に伴う、西新宿地区の再開発により設置された。
- 1960年（昭和35年）6月15日 - 東京都市計画道路事業の新宿副都心街路第十号線として、事業開始[1]。
- 1965年（昭和40年）3月31日 - 淀橋浄水場が廃場となる。
- 1987年（昭和62年）8月10日 - 新宿副都心街路として、日本の道100選に選出。

## 交差する道路
- 東京都道新宿副都心二号線（南通り）東京都道414号四谷角筈線 - 議事堂南交差点、起点
- 東京都道新宿副都心三号線（ふれあい通り） - 立体交差
- 東京都道新宿副都心四号線（中央通り） - 立体交差
- 東京都道新宿副都心五号線（北通り） - 議事堂北交差点、終点

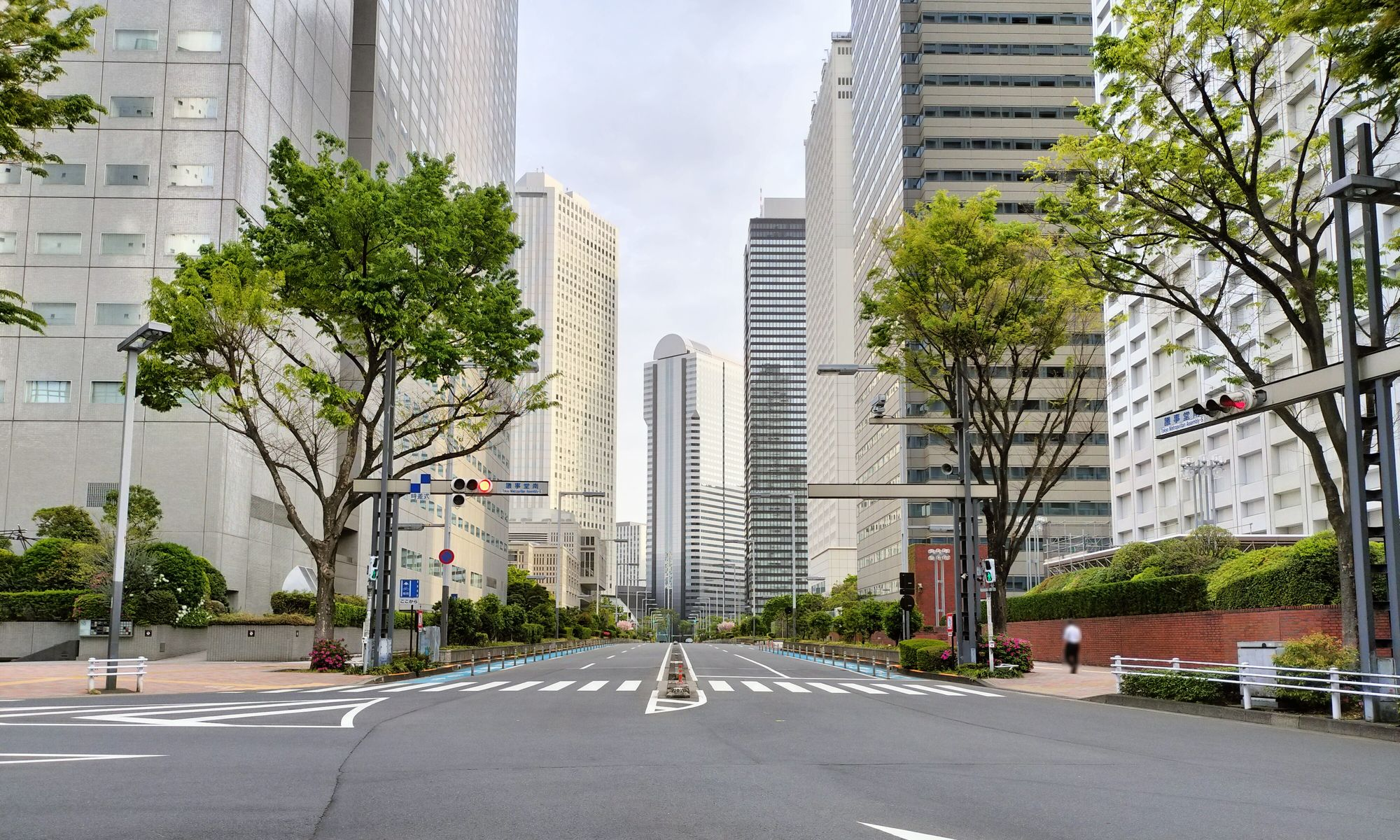
議事堂南交差点から北を望む。
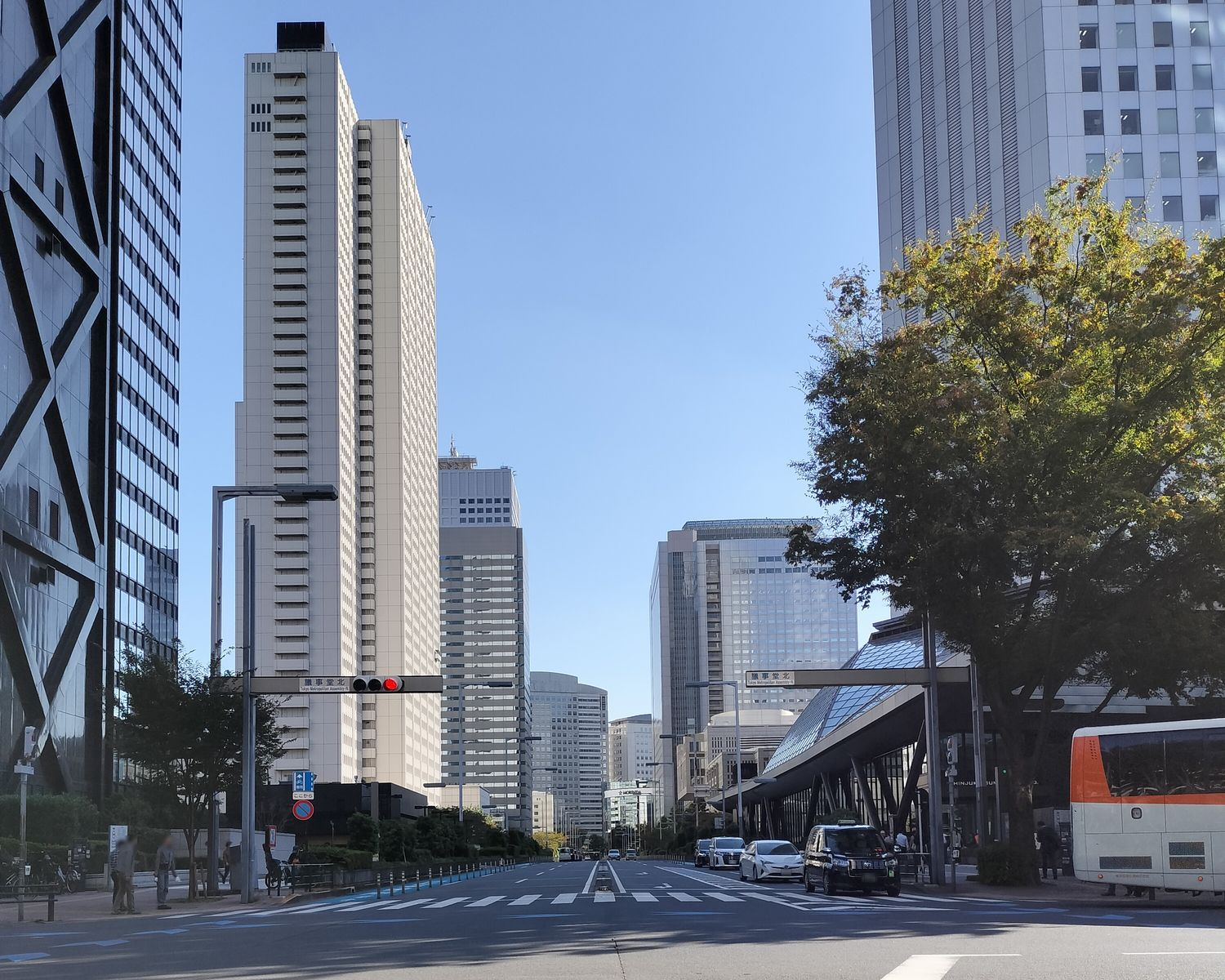
議事堂北交差点から南を望む。

## 沿道の施設
- 南
  - KDDIビル
  - 新宿モノリス
  - 新宿NSビル
- 中央
  - 都議会議事堂
  - 京王プラザホテル
- 北
  - 新宿三井ビル
  - 新宿住友ビル
  - 新宿アイランドタワー

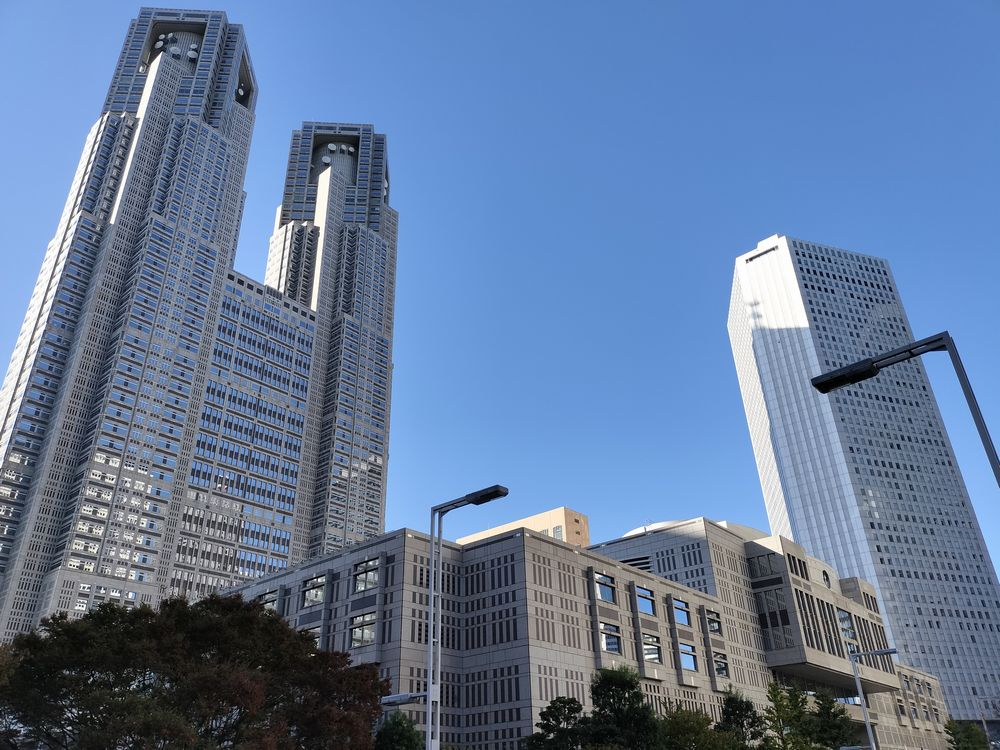
通りから議事堂と第一本庁舎を望む
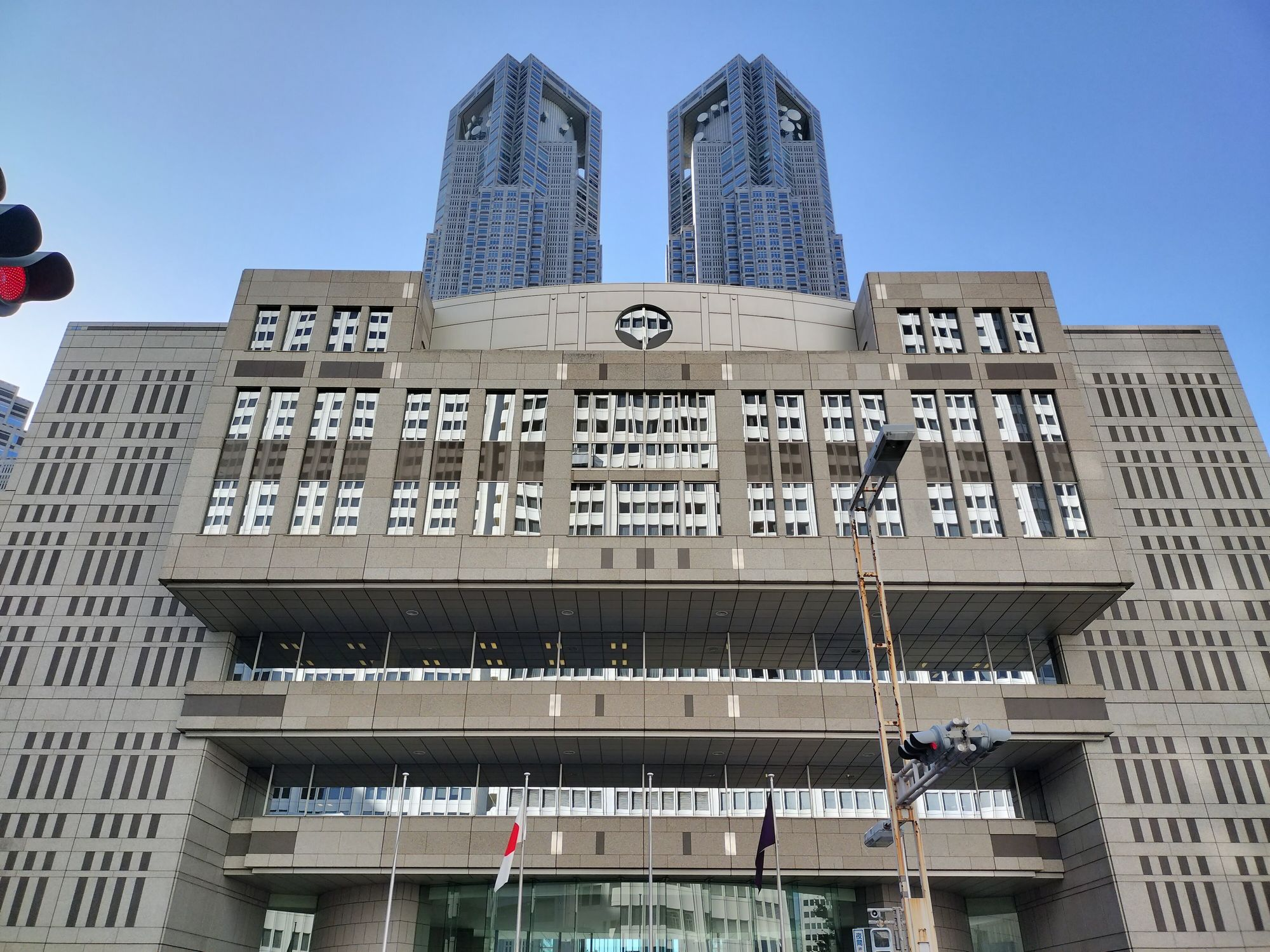
通りの直近から議事堂を望む。

## 関連施設
- ワンデーストリート - 南端付近の地下を通る歩道。
- 都庁前駅 - 中央通りの地下にある。議事堂通りからはA1、A2出入口が近い。

## 関連道路
- 東京都道新宿副都心八号線
- 東京都道新宿副都心九号線（東通り）
- 東京都道新宿副都心十一号線（都庁通り）
- 東京都道新宿副都心十二号線（公園通り）
- 東京都道新宿副都心十三号線（十二社通り）